# Dimityr Peszew
Dimityr Josifow Peszew (bułg. Димитър Йосифов Пешев; ur. 25 czerwca 1894 w Kiustendile, zm. 20 lutego 1973 w Sofii) – bułgarski polityk i prawnik, minister sprawiedliwości (1935–1936), deputowany do Zwyczajnego Zgromadzenia Narodowego 24. (1938-1939) i 25. (1940-1944) kadencji.

## Życiorys
Był jednym z sześciorga dzieci Josifa Peszewa. Uczył się w tureckiej szkole w Salonikach, ale po wybuchu I wojny bałkańskiej powrócił do rodzinnego Kiustendiłu. W 1915 rozpoczął naukę na uniwersytecie sofijskim, ale przerwał ją, by wziąć udział w wojnie jako żołnierz 22 pułku piechoty. Po wojnie dokończył studia i pracował jako sędzia w Płowdiwie, a następnie jako zastępca prokuratora okręgowego w Sofii. Zasiadał w radzie nadzorczej banku Byłgarski kredit, był także członkiem władz Bułgarskiego Związku Turystycznego. W listopadzie 1935 objął stanowisko ministra sprawiedliwości w gabinecie Georgi Kiosejwanowa. W 1936 doprowadził do zmiany wyroku Damjana Wełczewa, któremu karę śmierci zamieniono na karę dożywotniego więzienia. Dwukrotnie wybierany deputowanym do Zgromadzenia Narodowego, w którym pełnił funkcję wiceprzewodniczącego. W marcu 1943 zaangażował się w akcję pomocy bułgarskim Żydom, którzy zgodnie z porozumieniem bułgarsko-niemieckim mieli być deportowani z Bułgarii i wysłani do obozu zagłady w Treblince. Peszew udał się osobiście do ministra spraw wewnętrznych Petyra Gabrowskiego i zażądał odwołania decyzji o deportacji. Z trybuny parlamentu potępił plan deportacji i rozpoczął akcję zbierania podpisów wśród deputowanych pod listem protestacyjnym. Deportację wstrzymano, ale Peszew utracił stanowisko wiceprzewodniczącego parlamentu.
Po przejęciu władzy przez komunistów w 1944 Peszew został aresztowany i stanął przed sądem oskarżony o działalność profaszystowską i antysemicką. Skazany na 15 lat więzienia, dzięki wstawiennictwu gminy żydowskiej w Bułgarii opuścił więzienie po 13 miesiącach. Utracił dom rodzinny, nie mógł wykonywać wyuczonego zawodu, nie przyznano mu emerytury. Zamieszkał w domu brata. Zmarł w nędzy w 1973 roku.

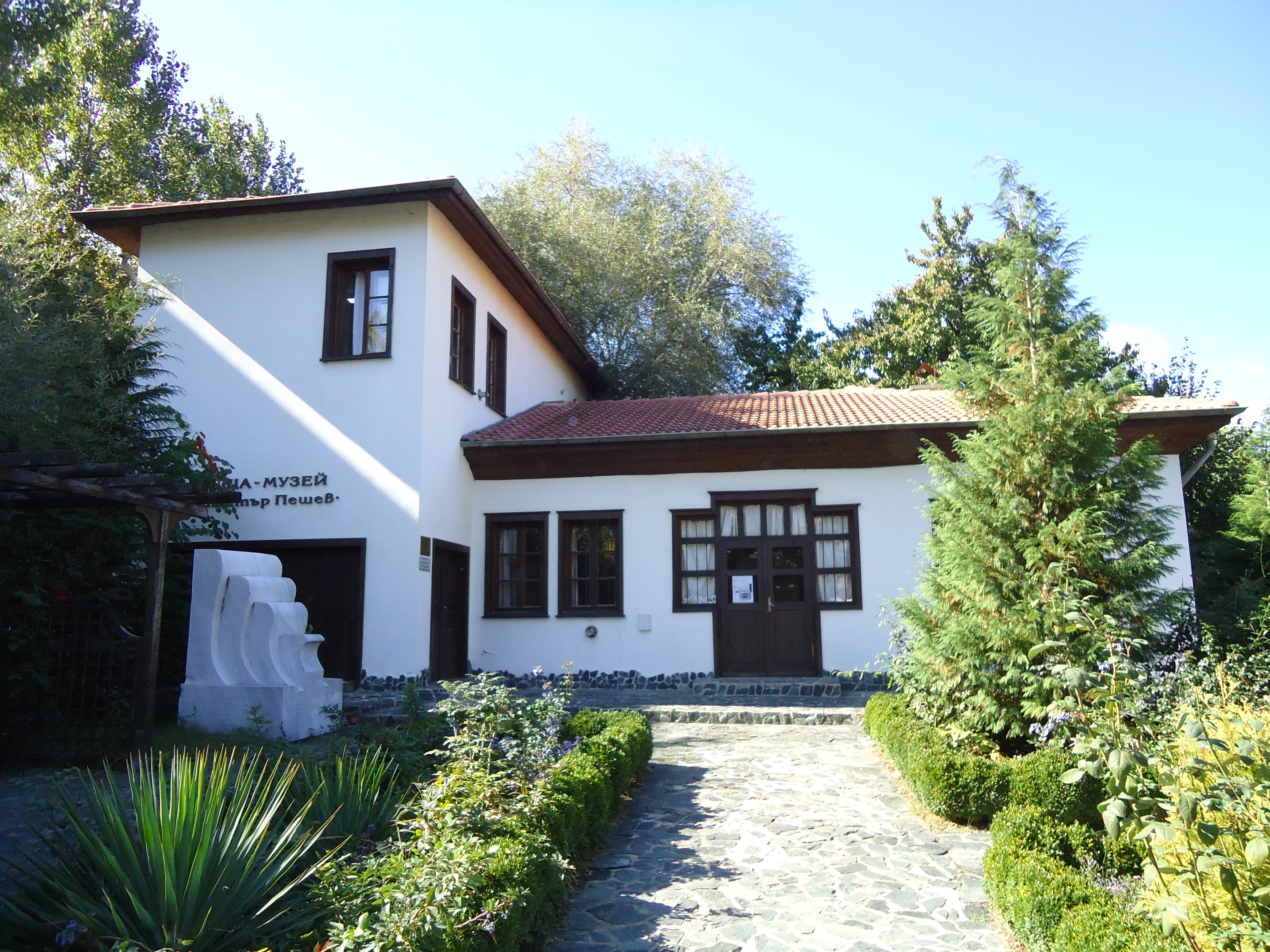
Dom-muzeum D. Peszewa w Kiustendile

## Pamięć
10 stycznia 1973 Instytut Pamięci Męczenników i Bohaterów Holokaustu Jad Waszem w Jerozolimie przyznał Peszewowi tytuł „Sprawiedliwego wśród Narodów Świata”. W 1997 uzyskał honorowe obywatelstwo Izraela, a przez władze Bułgarii został uhonorowany Orderem Stara Płanina. 25 stycznia 2000 odsłonięto popiersie Peszewa w Pałacu Europy (Palais de l’Europe) w Strasburgu. Imię Peszewa nosi grzbiet górski (Peshev Ridge) na Wyspie Livingstona. Dom rodzinny Dimityra Peszewa w Kiustendile w 2002 został zamieniony w muzeum. Budowę muzeum sfinansowały władzę miasta i ambasada Izraela. W 2004 ukazały się wydane pośmiertnie wspomnienia Dimityra Peszewa, w opracowaniu Nikoły Poppetrowa.